# Gỗ lim
Gỗ lim ở nghĩa rộng hiện là tên gọi khái quát để chỉ một nhóm các sản phẩm gỗ lấy từ một số loài lim như lim xanh, lim xẹt (lim vang), hoặc các giống lim thương phẩm nhập khẩu như lim Lào (nhập khẩu từ Lào), lim Nam Phi (nhập khẩu từ Nam Phi), lim Ghana v.v.
Theo nghĩa hẹp, người Việt gọi gỗ lim nhằm chỉ loài Erythrophleum fordii (lim xanh) thuộc họ Fabaceae, chi Erythrophleum, một trong bốn loại gỗ trong nhóm tứ thiết đinh, lim, sến, táu).

## Tính chất
Gỗ lim xanh (còn gọi là lim ta) có dác gỗ màu xám nhạt, gỗ sớm màu vàng nâu và già màu vàng đen, phần lõi khi mới chặt thì màu xanh vàng nhưng sau chuyển thành màu nâu sẫm. Nếu để lâu hay ngâm dưới bùn thì mặt gỗ có màu đen. Gỗ hơi óng ánh, dăm gỗ thô, thớ xoắn chéo khá đẹp
Tỷ trọng gỗ 0,947 (15% nước), lực kéo ngang thớ 29 kg/cm2, lực nén dọc thớ 608 kg/cm2, oằn 1,546 kg/cm2, hệ số co rút từ 0,47 đến 0,61.

## Công dụng
Gỗ lim quý, cứng, chắc, nặng, bền, không bị mối mọt, thường dùng trong kiến trúc (làm cột, kèo, xà và các bộ phận cấu trúc trong các công trình xây cất theo lối cổ), xây dựng công trình thủy lợi, cầu cống, đóng tàu thuyền, làm ván sàn, tà vẹt, đóng đồ trang trí trong gia đình.
Gỗ không bị cong vênh, nứt nẻ, biến dạng do thời tiết nên rất được ưa chuộng trong  làm cửa, lát sàn nhà, lát cầu thang, đồ gia dụng.
Đặc biệt gỗ lim có những đường vân xoắn rất đẹp mắt.
Gỗ lim không chịu được ẩm nên khi sử dụng gỗ trong môi trường ẩm người ta phải xử lý chống ẩm.
Ngoài ra gỗ lim còn rất nặng vì thế gây nên nhiều khó khăn trong quá trình khai thác, vận chuyển và lắp đặt sản phẩm.

## Những điểm cần lưu ý khi tìm hiểu về gỗ lim
Người Việt xưa thường không thích làm giường gỗ lim có thể bởi hai lẽ:
- Quan niệm gỗ có độc tố: trong quá trình tiếp xúc khi chế biến gỗ người thợ hay bị dị ứng hắt hơi hoặc mẩn ngứa nhưng có lẽ quan niệm này không đúng bởi gỗ lim rất cứng nên khi cưa mạt gỗ thường rất nhỏ nhưng rất sắc bay lơ lửng trong không khí gây ra các hiện tượng nêu trên. Nên các thành phẩm đã qua xử lý thì không vấn đề gì.
- Quan niệm tâm linh: gỗ đinh, sến, táu, lim... được dùng làm đình, chùa, hoặc các công trình tôn giáo nên khi có biến động các công trình trên bị phá huỷ nhưng nguyên liệu tạo nên các công trình đó đặc biệt là gỗ có thể tận dụng được trôi nổi rất nhiều trong dân gian. Nếu dùng gỗ đó làm các đồ gia dụng sẽ không tốt cho người dùng. (Lưu ý: không chỉ có gỗ lim, vì các trang trí trong tôn giáo, đình chùa thường sử dụng các loại gỗ quý như căm xe, gõ, táu, đinh, sến... tùy thuộc vào mỗi vùng)

## Phụ phẩm
Nấm lim xanh, loài nấm có tên gọi Ganoderma Lucidum (Leyss. Ex Fr.) Karst., còn có tên đồng nghĩa là Polyporum lucidus W. Curt., thuộc họ Nấm Lim (Ganodermataceae), mọc trên phần gỗ lim cũ mục, có giá trị dược liệu quý hiện đang được nghiên cứu điều trị ung thư